# Stipa danubialis
Stipa danubialis là một loài thực vật có hoa trong họ Hòa thảo. Loài này được Dihoru & Roman miêu tả khoa học đầu tiên năm 1969.